# Hans Egloff

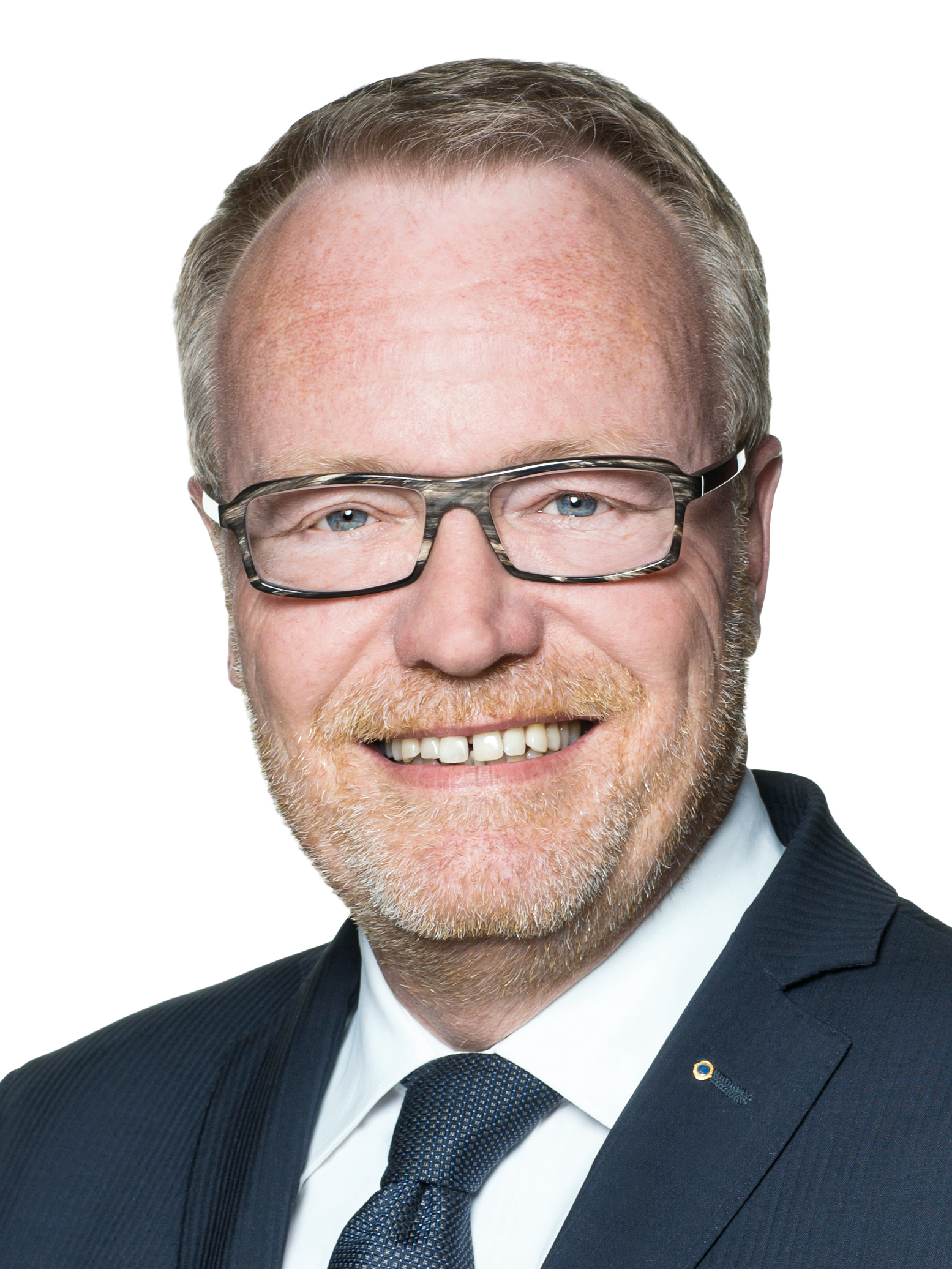
Hans Egloff (2015)

Hans Egloff (* 27. November 1959 in Zürich) ist ein Schweizer Politiker (SVP). Er war von 2011 bis 2019 für den Kanton Zürich Nationalrat. Er war von 2012 bis 2024 Präsident des Hauseigentümerverbands Schweiz.

## Biografie
Hans Egloff wuchs in Aesch auf, sein Vater ist der SVP-Politiker Kurt Egloff (1932–2019). Nach der Maturität Typus C im Jahr 1979 besuchte Hans Egloff bis 1981 das Primarlehreroberseminar in Zürich, das er mit dem Primarlehrerpatent abschloss. Er arbeitete daraufhin bis 1983 als Primarlehrer in Geroldswil. Im selben Jahr nahm er das bis 1988 dauernde Studium der Rechtswissenschaften an der Universität Zürich auf, das er als lic. iur. abschloss. Parallel zum Studium arbeitete Egloff von 1985 bis 1987 als Teilzeitmitarbeiter beim SBV (Anlageberatung). In den Jahren 1989 und 1990 war er Auditor bei der Bezirksanwaltschaft Zürich und am Bezirksgericht Horgen, wo er 1990 Vorsitzender der Schlichtungsbehörde in Mietsachen und juristischer Sekretär wurde. Von 1990 bis 1991 war er juristischer Sekretär am Geschworenengericht des Kantons Zürich und danach bis 1998 Bezirksrichter am Bezirksgericht Zürich. 1998 erhielt er das Rechtsanwaltspatent und ist heute Partner einer Anwaltskanzlei.
Hans Egloff ist verheiratet, lebt in Aesch und arbeitet in Zürich.

## Politischer Werdegang
Egloff ist Gründungsmitglied der Jungen SVP und war von 1992 bis 1998 Präsident der Sektion Aesch. Seit 1995 ist er Vorstandsmitglied der Kantonalpartei und war von 1998 bis 2004 Präsident der Bezirkspartei Dietikon. Von 1995 bis 2011 war er Kantonsrat und Mitglied der Justizkommission des Kantonsrates, seit 2007 deren Präsident. In den Jahren 2003 und 2004 war Egloff Mitglied der Kommission für Justiz und öffentliche Sicherheit des Kantonsrates. Ab 2011 war er Nationalrat. Bei den Nationalratswahlen 2019 trat er nicht mehr an.
Egloff ist Präsident von Pro Limmattalbahn und war OK-Präsident des 26. Zürcher Kantonalschützenfests 2018.

## Hauseigentümerverband
Egloff engagierte sich bereits früh für die Hauseigentümer und war ab 1995 Vorstandsmitglied der Zürcher Parlamentariergruppe «Wohn- & Grundeigentum». Zwischen 1996 und 2000 war er Präsident der Hauseigentümer Sektion Birmensdorf-Uitikon-Aesch und Vorstandsmitglied Regionalverband Limmattal. Seit 1997 ist er Vorstandsmitglied des HEV Kanton Zürich und seit 1999 deren Präsident. 2004 wurde er in den Vorstand des HEV Schweiz gewählt, wurde 2005 Mitglied des geschäftsleitenden Ausschusses des HEV Schweiz und stand dem Verband von 2012 bis 2024 als Präsident vor.